# Chunta Aragonesista
Chunta Aragonesista (CHA) ist eine linke Regionalpartei Spaniens in der Autonomen Region Aragonien. Bei den Parlamentswahlen 2008 verlor sie ihren Sitz im spanischen Abgeordnetenhaus (Congreso de los Diputados).

## Ideologie
Die Partei steht für eine sozialistische, emanzipatorische und ökologische Politik. Sie setzt sich besonders für den Schutz des Flusses Ebro ein und lehnt den nationalen Wasserplan ab. Ein wichtiges Anliegen ist weiterhin die Selbstbestimmung der Bevölkerung Aragóns.

## Politik
Chunta Aragonesista gründete sich am 29. Juni 1986 als Unión Aragonesista-Chunta Aragonesista. Sie sieht sich als Erbin in der Tradition der aragonischen Parteien Estado Aragonesista und Unión Aragonesista, die zu Beginn des 20. Jahrhunderts erfolgreich waren. Sie hat seit ihrer Gründung einen enormen Wählerzuwachs zu verzeichnen, vergleichbar mit anderen regionalen Parteien Spaniens. Derzeit verfügt sie nach den Regional-, Provinz- und Kommunalwahlen 2007 über 4 Sitze im Regionalparlament von Aragón, 3 Sitze im Provinzparlament der Provinz Saragossa und je 2 Sitze in den Provinzparlamenten von Huesca und Teruel. In der Regionalhauptstadt Saragossa, wo sie bis 2007 gemeinsam mit der PSOE die Stadtregierung bildete, stellt sie 1 Stadtrat, während der PSOE 2007 die absolute Mehrheit erhielt. Insgesamt stellt die Chunta in der Provinz Saragossa 110 Stadt- und Gemeinderäte, in der Provinz Huesca 85 und in der Provinz Teruel 33.

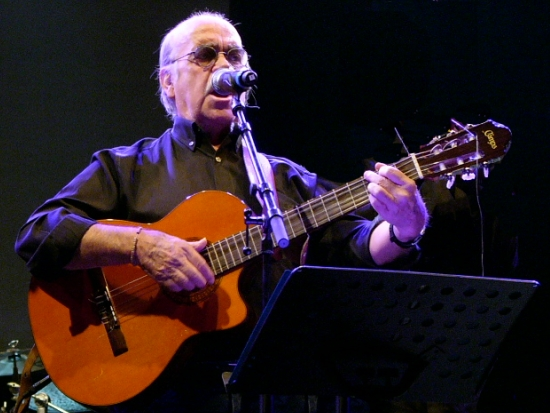
José Antonio Labordeta

Der Lehrer, Schriftsteller und Liedermacher José Antonio Labordeta hatte von 2000 bis 2008 ein Mandat im spanischen Abgeordnetenhaus und ist der bekannteste Politiker der CHA. Im Jahr 2000 stimmte er bei der Wahl zum Ministerpräsidenten gegen den konservativen Kandidaten José María Aznar, 2004 hingegen für den Sozialisten José Luis Rodríguez Zapatero.
Auf europäischer Ebene beteiligt sich die CHA an der Europäischen Freien Allianz (EFA), der Sammlungsbewegung europäischer Regionalparteien. Im Rahmen dieser Allianz tritt sie gemeinsam mit weiteren spanischen Parteien (Eusko Alkartasuna, Esquerra Republicana de Catalunya, Partido Andalucista und Bloque Nacionalista Galego) zu Europawahlen an. Bei der Europawahl 2004 erreichte diese Listenverbindung einen Sitz im Europaparlament, der zunächst von Bernat Joan i Marí (ERC), ab Juni 2007 von Mikel Irujo (EA) eingenommen wurde. Die CHA musste ihrerseits bei der Europawahl 2004 erstmals Stimmenverluste in den traditionellen Hochburgen der Partei, den aragonesischen Städten (insbesondere Saragossa), hinnehmen. Allerdings konnte sie auf dem Land überraschend an Wählern zulegen. Im Jahre 2005 startete sie eine Kampagne gegen die Europäische Verfassung, deren Ratifikation durch ein Referendum in Spanien jedoch erfolgreich verlief.
Bei den Regionalwahlen 2007 verlor die CHA erneut an Stimmen und erreichte nur vier statt der bisher neun Sitze im Regionalparlament. Die besten Ergebnisse erzielte sie in den Bezirken (Comarcas) Valdejalón (16,0 %), Sobrarbe (15,5 %), Campo de Cariñena (14,9 %) und Jacetania (11,3 %).
Dieser Trend setzte sich bei den spanischen Parlamentswahlen 2008 fort, bei denen die Partei weniger als die Hälfte der Stimmen von 2004 erhielt und damit ihren Parlamentssitz verlor und hinter die zweiten aragonesische Regionalpartei Partido Aragonés PAR (39.905 Stimmen, ebenfalls 0 Sitze) zurückfiel. Bei dieser Wahl war Labordeta nicht mehr als Spitzenkandidat, sondern als Nummer zwei der Liste in der Provinz Saragossa angetreten. Spitzenkandidat war Bizén Fuster. Nachdem bei den Regionalwahlen 2011 der Stimmenteil und die vier Sitze gehalten werden konnten, verlor die CHA 2015 weiter an Boden und kam nur noch auf 4,6 % der Stimmen und zwei Sitze.

## Wahlergebnisse
- Parlamentswahl in Spanien 1996: 0,20 % (absolut: 49.739) – 0 Sitze (6,4 % in Aragón)
- Parlamentswahl in Spanien 2000: 0,33 % (absolut: 75.356) – 1 Sitz (10,4 % in Aragón)
- Parlamentswahl in Spanien 2004: 0,37 % (absolut: 93.865) – 1 Sitz (11,2 % in Aragón)
- Parlamentswahl in Spanien 2008: 0,15 % (absolut: 37.995) – 0 Sitze (5,00 % in Aragón)

- Regionalwahlen Aragón 2003: 14,01 % (absolut: 97.777) – 9 Sitze (18,01 % im Bezirk Saragossa)
- Regionalwahlen Aragón 2007: 8,17 % (absolut: 54.483) – 4 Sitze (9,3 % im Bezirk Saragossa)
- Regionalwahlen Aragón 2011: 8,2 % – 4 Sitze (9,2 % im Bezirk Saragossa)
- Regionalwahlen Aragón 2015: 4,58 % – 2 Sitze